# Gum (materiaal)

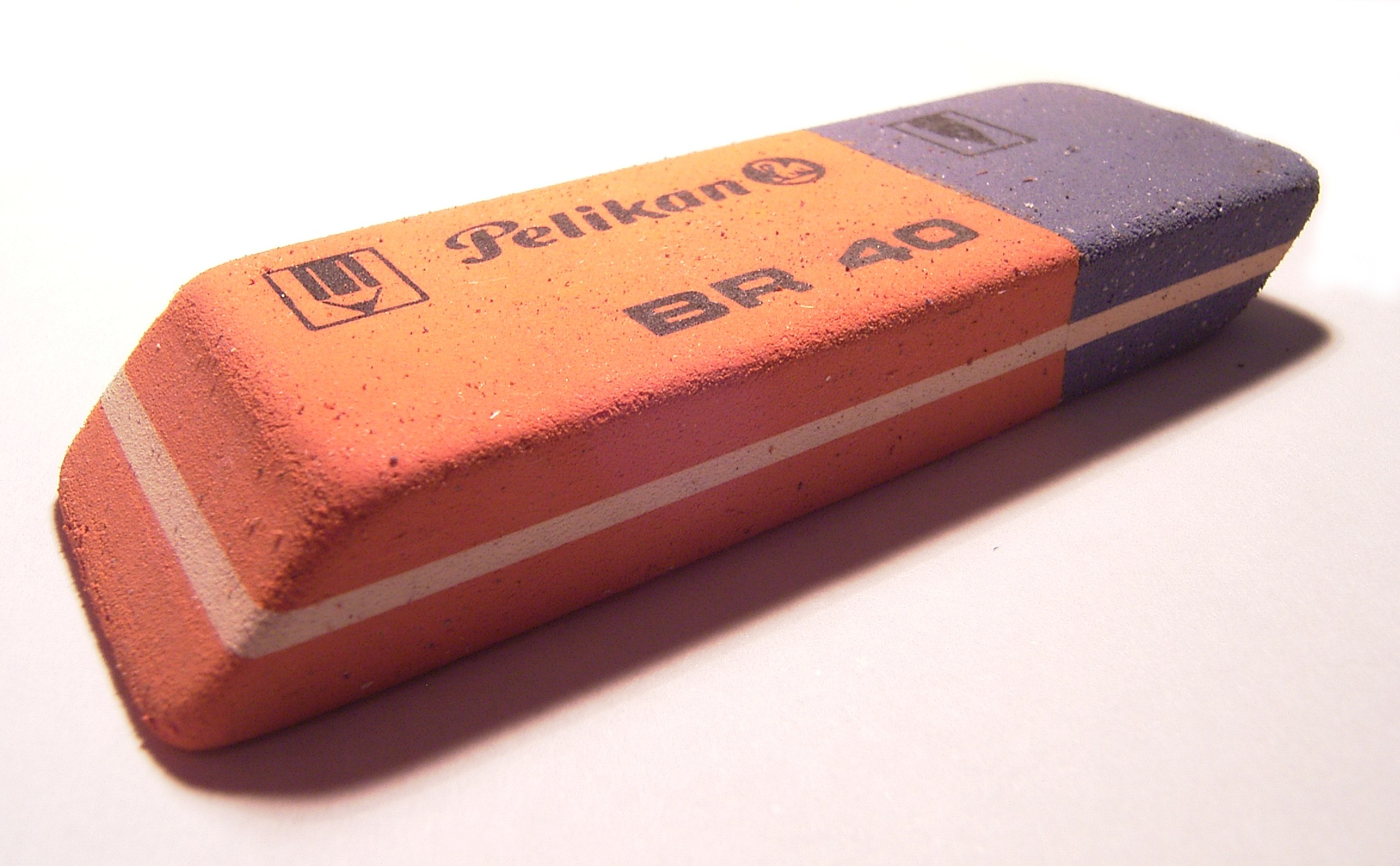
Gum van een bekend merk met rechts een harde gum en links een zachtere gum

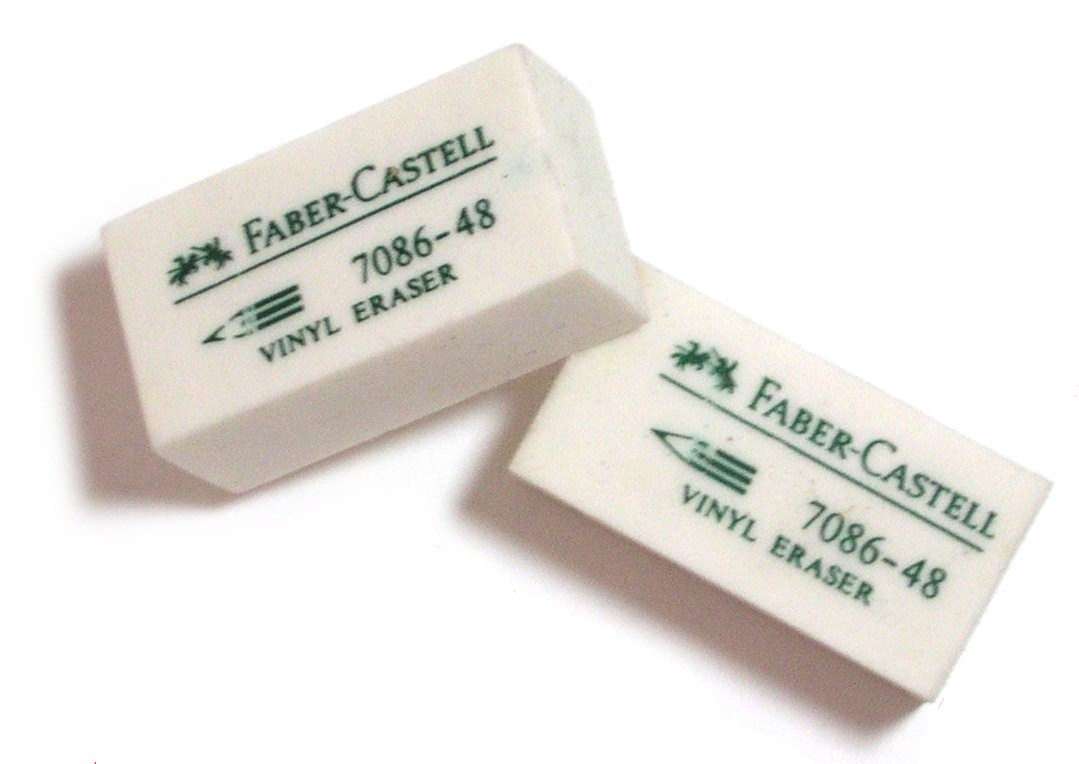
Vinyl gum

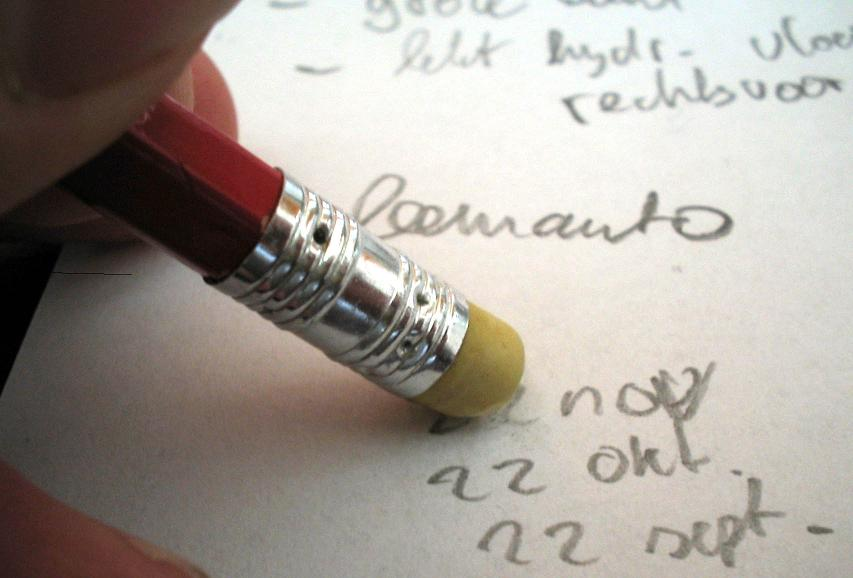
Gummetje aan uiteinde van een potlood

Een gum (meestal: gummetje en ook gom, vlakgom of stuf) is een hulpmiddel van rubber of kunststof om lijnen of teksten te verwijderen die met potlood of vulpotlood zijn gemaakt. Voor het verwijderen van inkt is een hardere gum nodig dan voor het verwijderen van potloodstrepen. Deze gum heeft vaak een licht schurende werking.
In 1770 ontdekte de Britse chemicus Joseph Priestley bij toeval dat potloodstrepen konden worden verwijderd door eroverheen te wrijven met een stukje rubber. Kleine stukjes rubber werden vanaf dat moment verkocht als gum.
Gum wordt in vele soorten en maten verkocht. Van rechthoekige blokjes, ronde schijfjes, ruitvormige strippen tot ronde staafjes (voor in vulpotloden) en allerlei fantasievormen, zoals een cashewnoot. Gum bevindt zich ook vaak aan een uiteinde van een potlood, hieraan verbonden door een buisje van metaal. Voor professionele toepassingen, zoals op tekenkamers of voor kunstenaars, bestaan er speciale gumsoorten voor uiteenlopende potloodhardheden, vaak met onderscheidende kleuren.
Gum wordt veelal gebruikt om ongewenste lijnen te verwijderen van papier. Niet alle papiersoorten zijn bestand tegen gummen. Papier dat wel tegen gummen bestand is wordt "radeervast" genoemd.

## Gebruik
Bij het gebruik van gum ontstaan korreltjes die de gebruiker kan wegvegen of -blazen. Als een gum vaak gebruikt is kan er grafiet op het oppervlak achterblijven, dat bij hernieuwd gebruik lelijke vlekken op het papier kan achterlaten, het is hierom altijd raadzaam om voor het gebruik eerst een paar maal te gummen op een niet-waardevol oppervlak. Wanneer een gum is verdroogd kan men het beter niet gebruiken, want het kan gemakkelijk verbrokkelen en kan strepen op de ondergrond achterlaten die slechts met veel moeite verwijderd kunnen worden.

## Trivia
- Het door Guust Flater in de gelijknamige strip zoekgemaakte gummetje is een terugkerende ergernis voor Kwabbernoot en zijn collega's.
- Het gummetje is in veel computerprogramma's een icoontje voor een functie die iets (een woord, maar meestal een lijn of ander tekenvoorwerp) uitwist, vergelijkbaar met een echte gum. In Microsoft Word kan men er bijvoorbeeld lijnen van een tabel mee verwijderen.